# Culoptila thoracica
Culoptila thoracica là một loài Trichoptera trong họ Glossosomatidae. Loài này có ở Neotropisch và miền Tân bắc.